# الکساندرا، بخش گراجک
الکساندرا، بخش گراجک (به لاتین: Aleksandrów, Grójec County) یک منطقهٔ مسکونی در لهستان است که در Gmina Pniewy, Masovian Voivodeship واقع شده‌است.